# Campeonato Mundial de Piragüismo en Kayak de Mar
El Campeonato Mundial de Piragüismo en Kayak de Mar es la máxima competición del piragüismo en kayak de mar. Es organizado desde 2013 por la Federación Internacional de Piragüismo.

## Ediciones
| N.º | Año  | Sede                  | País     |
| --- | ---- | --------------------- | -------- |
| I   | 2013 | Vila do Conde         | Portugal |
| II  | 2015 | Tahití                | Francia  |
| III | 2017 | Hong Kong             | China    |
| IV  | 2019 | Saint-Pierre-Quiberon | Francia  |
| V   | 2021 | Lanzarote             | España   |
| VI  | 2022 | Viana do Castelo      | Portugal |

## Medallero histórico
- Actualizado hasta Viana do Castelo 2022.[1]

| Núm. | País           | Oro | Plata | Bronce | Total |
| ---- | -------------- | --- | ----- | ------ | ----- |
| 1    | Sudáfrica      | 7   | 6     | 4      | 17    |
| 2    | Australia      | 3   | 2     | 3      | 8     |
| 3    | Nueva Zelanda  | 2   | 1     | 3      | 6     |
| 4    | Estados Unidos | 0   | 2     | 0      | 2     |
| 5    | Alemania       | 0   | 1     | 0      | 1     |
| 6    | España         | 0   | 0     | 1      | 1     |
| 6    | Francia        | 0   | 0     | 1      | 1     |
|      | TOTAL          | 12  | 12    | 12     | 36    |